# 公子康
公子康（こうしこう）は、梁の初代君主。嬴姓で、秦仲の子で、荘公の弟。秦の初代公襄公の叔父。
紀元前822年、秦仲は西戎との戦いで戦死した。周の平王即位後、秦仲の功が認められ、秦仲の子の嬴康が梁伯に封じられ、夏陽の梁山（現在の陝西省渭南市韓城市の南）に梁を建国した。